# Idaea praecisa
Idaea praecisa är en fjärilsart som beskrevs av Hans Reisser 1934. Idaea praecisa ingår i släktet Idaea och familjen mätare. Inga underarter finns listade i Catalogue of Life.